# 板倉重直
板倉 重直（いたくら しげなお）は、江戸時代の旗本。官位は従五位下、筑後守。
島原の乱で戦死した板倉重昌の次男。寛永16年（1639年）6月15日、家督を継承した兄・重矩より山城国綴喜郡、三河国額田郡・幡豆郡、下総国葛飾郡において5000石を分与される。天台宗坂尾山栄福寺（千葉市）の境内にあった栄福寺館は重直の屋敷であった。
万治2年（1659年）7月25日、書院番頭に任じられ、12月28日に従五位下、筑後守に叙任された。寛文元年（1661年）11月9日より御側となる。寛文4年（1664年）6月19日、葛飾郡で3000石を加増され、8000石を領する。延宝4年（1676年）4月10日に職を辞する。天和3年（1683年）12月21日に致仕。貞享元年（1684年）5月26日、68歳で死去した。
兄・重矩の三男重種を養子に迎えたが、重種の長兄の重良が廃嫡され、次男の重澄が早世したため、重種は延宝元年（1673年）に重矩の家督を相続した。次いで、重種の長男の重寛を養子としたが、後に重種の嫡子となった。その後、高木正盛三男の重行を養子とし、家督は重行が継いだ。